# Banjo Band
Banjo Band Ivana Mládka, bolje poznan pod imenom Banjo Band, je češka glasbena skupina. Ustanovil jo je Ivan Mládek, ki je v skupini bendžoist, glavni pevec in frontman. Skupina deluje neprekinjeno od leta 1970. Njihove pesmi pokrivajo več glasbenih žanrov, med drugimi tudi country, jazz in folk. Pesmi z redkimi izjemami so deloma ali v celoti Mládkovo delo.
Skupina je postala znana po svojih šaljivih pesmih, ki so dostikrat tudi s pretiravanjem odsevale tedanje življenje v socializmu. Njihove pesmi so sodile med najkakovostnejšo glasbo, ki jo je takratni režim dopuščal.
Skupina je gostovala v nekaj TV oddajah, kasneje pa je nastopala tudi v Čundrcountryshowu in Country Estrádi, oddajah, ki ju je vodil Mládek. Slednji je kasneje napisal tudi nekaj situacijskih komedij, v katerih je skupina nastopila.

## Zgodovina
Ivan Mládek, Václav Dědina, Tomáš Procházka in Pavel Skála so že v zgodnjih 60. letih igrali skupaj v različnih dixieland skupinah, čeprav so bili vsi štirje bolj vajeni tradicionalnega jazza. Mládek je od leta 1961 poskušal ustanoviti zasedbo v kateri bi se lahko bolje uveljavil kot solo bendžoist.
Nekakšen predhodnik Banjo Banda je bila leta 1966 ustanovljena skupina Old Time Trio, člani katere so bili kontrabasist Jerzy Ziembrowski, kitarist Jan Fleischer, Milan Udržal na perilniku in Mládek na banju. Istočasno je bil Mládek član glasbenih skupine White Stars.
Leta 1970 je v praški Lucerni potekal drugi folk in country festival, na katerega je bil Mládek povabljen, da nastopi s svojo skupino, ki je imela takrat še neopredeljeno ime. Kljub Mládkovi nevednosti je bil ansambel na plakatu naveden kot Banjo Band Ivana Mládka, kar je Mládku, poznejšem negodovanju, dalo zagon za obogatitev ansambla in vadbo kratkega repertoarja. Kot se spominja je udeležbo skupine najvrjetneje potrdil pozno zvečer v kakšni gostilni, saj je za sodelovanje s svojo skupino na festivalu izvedel šele s plakatov in se ne spominja, da bi se skupina sama prijavila. Banjo Band, ki so ga sestavljali Mládek, Jiří Augusta in Jiří Přibyl (tenor banjo), Pavel Skála (orgle), Eva Roitová (klavir), Václav Dědina (tuba) in Aleš Sládek (valcha), je odigral štiri instrumentalne skladbe; eno izmed skladb Georgea Formbyja, pesem  »Snow Dear Rag«, »Twelfth Street Rag« ter ragtimejevsko različico priljubljene pesemi Jaromírja Vejvode, »Škodá lasky«. Po uspešnem nastopu se je skupina uradno sestala in delo nadaljevala z Jiříjem Havelko, glavnim urednikom Malých žánrů v Supraphonu in Čestmírjem Klosom, urednikom revije Melodie.
Leta 1971 so bili posneti in izdani prvi zvočni posnetki Banjo Banda. Prva plošča je vsebovala pesmi »Chodidla« in »Upírova píseň«. Prva pesem je češka različica uspešnice »Happy Feet« iz leta 1930 z besedilom Jiříja Voskovca in Jana Wericha, druga skladba pa je Mládkova prva, za katero je avtor tako besedila kot glasbe. Obe pesmi je pod imenom "Jeňýk Pacák" zapel Jan Pacák. Leto kasneje je izšel singel s pesmijo »Škodá lasky« in znano polko »Hezky od podlahy« Jaroslava Jankovca. Skladbe je zapel Spirituál kvintet, čeprav ta podatek na plošči ni nikjer omenjen. Menedžer skupine je postal Přemysl Černý. Zasedbo, ki je začela postajati profesionalna, so sestavljali Mládek, Přibyl, Augusta (banjo), Tomáš Procházka (bobni) in Jiří Čech (bas kitara). V tem obdobju so bile posnete še nekatere pesmi, 
Po nekajmesečnem igranju v praških ustanovah je Čestmír Klos skupino povezal z režiserjem Janom Schmidom, s čimer se je začelo sodelovanje in kasnejši nastopi v praškem gledališču Ateliér v pevskih programih Večer na pokraji lesa in Každý máme něco. Aprila 1972 je skupina prejela povabilo glavnega urednika revije Melodie Stanislava Titzla na jazzovski festival v Přerovu, kjer njen nastop (samo instrumentalni) ni požel uspeha pri kritikih, bil pa je všeč uredniku, vodji glasbenega oddelka na radijski postaji, ki je istega leta z Banjo Bandom posnel tri skladbe, ki jih je nato odkupila ameriška založba Tempo Hollywood.
Za radio je skupina leta 1972 posnela še nekaj inštrumentalov (»Swanee River«, »Hallo My Baby«, »Side By Side«, »Mister Woo«...) Leta 1973 so prav tako za radio posneli pesem »Rožnovské hodiny«, kjer se je Mládek prvič preizkusil kot glavni pevec. S posnetkom pesmi »Láďa jede lodí« se je končala zasedba s tremi banji.
Leta 1974 je osnova skupine postal kvartet, ki so ga sestavljali Ivan Mládek kot banjoist in pevec, Pavel Skála kot pianist in pevec, Václav Dědina kot tubist in Tomáš Procházka na bobnih. Istega leta so posneli nekaj znanih čeških popevk (»Na děvče mi nesahej«, »Hledám děvče na neděli«, »Houpy hou«, »Teď ještě ne«, »Růžová krinolina«, »Má milá voní rezedou« in »Svět je nejhezčí«) in nekaj Mládkovih pesmi (»Mistr Banjo«, »Černá hodinka« in »Mravenci v kredenci« z besedilom Emila Synka). Inštrumentalna dela so od tedaj snemali le še redko.
Leta 1975 je menedžer skupine postal František Pecka, nekdanji menedžer Waldemarja Matuške in Angele Michajlove.
Iz strahu pred tem, da klasična dixieland zasedba ne bi bila dobro sprejeta med oboževalci so namesto običajnega ospredja trobente, pozavne in klarineta vpeljali kazoo, harmoniko in violino v "skiffle" slogu. V prvi polovici leta 1975 so v takem sestavu posneli okoli petnajst pesmi (»Divka s doličky«, »Linda«, »Táhni věží«, »Svatební holinky«, »Hlásná Třebáň«, »Švadlenka Madlenka«, »Pantáta a kantáta«... ). Že poleti istega leta so se naveličali kazooja, harmonike in violine. V studio so povabili več glasbenikov, zaradi česar vsak posnetek iz tistega obdobja izvaja drugačna zasedba.
Septembra 1975 se je skupina vrnila k dixielandu. Začelo se je s pesmijo »Dáša jedla cukroví«, v kateri je bilo prvič slišati klarinet, na drugih posnetkih pa je kazoo zamenjala trobenta, s čimer je skupina dobila svoj značilni zvok. Naslednje leto je bilo posnetih še nekaj radijskih pesmi (»Restaurace u přívozu«, »Liška podšitá«, »Žaba puk«, »Babička«, »Když je v Praze hic«, »Medvědi nevědi«, »Dáša Nováková«, »Žižaly«, »Praha-Prčice«). Trobento je posnel Zdeněk Šedivý. Klarinet je prvotno igral Karel Lejček, pozneje pa ga je zamenjal Ivo Pešák.

#### Vrhunec
Leta 1976 se je začelo obdobje največjega porasta priljubljenosti Banjo Banda in Ivana Mládka. Delno je k temu prispeval prostor v radijskem prenosu, ki je bil namenjen skupininim pesmim, delno pa tudi izid plošče Dobrý den!. Izdala jo je založba Panton, vsebovala je skupno 18 skladb in postala najuspešnejša plošča skupine, kar dokazujejo njene ponovne izdaje do leta 1981. V času velike popularnosti Banjo Banda sta zasedbo dopolnila še dva glasbenika, trobentač Ladislav Gerendáš in jazzovski pianist Zdeněk Kalhous. Spremenila se je tudi dramaturgija nastopov v živo, ki so postali kombinacija pesmi, komičnih dovtipov Pešáka in Gerendáša ter Mládkova govorjena beseda. Na tubo je igral Václav Dědina, na perilnik pa Jan Bošina, nekdanji član Mustangov. K priljubljenosti skupine je prispevalo tudi več oddaj, posnetih za češkoslovaško televizijo. Leta 1977 je skupina gostovala v oddajah Přepojujeme na Grand Prix in Pojď se mnou do zoo ter do konca posnela in izdala ploščo Nashledanou!. Konec 1970. je ansambel dobil stalni angažma v gledališču Klicper v Kobylisyh in začel sodelovati z igralcem Luďkom Soboto, ki je z Banjo Bandom naredil več posnetkov, kar je rezultiralo v realizaciji LP albuma Ivan Mládek uvádí Luďka Sobotu, ki je izšel leta 1979.

#### Razhajanje in ponovna zrdužitev
V začetku 1980. let je izšla plošča Předposlední leč in skupina se je odpravila na koncertno turnejo po Zahodni Nemčiji. Zaradi poslabšanja odnosov med člani je prišlo tudi do prenehanja delovanja Banjo Banda z utemeljitvijo izginotja prvotnega namena skupine, namreč zabave in navdušenja nad glasbo. Mládek je zato ustanovil ansambel Lidový orchestr jazzových nástrojů, katerega so večinoma sestavljali isti člani kot Banjo Band z dodatkom trobentača in kitarista Vítězslava Mareka, ki je v preteklosti že sodeloval z Banjo Bandom, ter Jan Mrázek, ki je na perilniku zamenjal Bošino, vendar je bil namenjen igranju v manjših klubih in salonih, kot prvotno Banjo Band. Kljub temu je zasedba ploščo, ki jo je posnela, izdala pod imenom Banjo Band. Od druge polovice 1980. let naprej se je Banjo Band usmeril predvsem v interpretacije avtorskih pesmi v slogu narodnozabavne glasbe s poudarkom na pihalih.

## Zasedbe
Zapisani so vsi člani, ki so delovali v obdobjih. Nekateri zapisani člani so v obdobjih delovali občasno.

### Predhodne skupine
- 1966
  - Ivan Mládek – banjo
  - Jerzy Ziembrowski – kontrabas
  - Jan Fleischer – kitara
  - Milan Udržal – perilnik
- 1968
  - Ivan Mládek – banjo
  - Pavel Skála – klavir
  - Jerzy Ziembrowski – kontrabas
  - Milan Udržal – perilnik
  - Jan Fleischer – kravji zvonec

### 1970
- Ivan Mládek – banjo
- Jifi Přibyl – banjo
- Jiři Augusta – banjo
- Pavel Skála – orgle
- Eva Janouškova – klavir
- Václav Dědina – tuba
- Aleš Sládek – perilnik

### 1971
- Ivan Mládek – banjo
- Jiri Přibyl – banjo
- Jiří Augusta – banjo
- Pavel Skála – klavir
- Jiří Cech – kitara
- Václav Dědina – tuba
- Jan Pacák – perilnik, vokal

### 1972
- Ivan Mládek – banjo
- Jiri Přibyl – banjo
- Jiří Augusta – banjo
- Pavel Skála – klavir
- Václav Dědina – tuba
- Jan Pacák – bobni
- Milan Udržal – perilnik

### 1973 – 1975
- Ivan Mládek – banjo, kazoo, vokal
- Pavel Skála – klavir
- Jiří Čech – kitara
- Vaclav Dědina – tuba
- Tomáš Procházka – bobni
- Gostujoči glasbeniki:
  - Zdeněk Silhavý st. – trobenta
  - Vítězslav Marek – trobenta
  - Ivo Pešák – klarinet
  - Nora Marková – violina
  - Luděk Hulan – kontrabas
  - Jan Pacák – kazoo
  - František Prošek – kitara
- Gostujoči pevci:
  - Luděk Sobota
  - Eva Janouškova
  - Drahomíra Vlachová
  - Jan Bošina

### 1976
- Ivan Mládek – banjo, kazoo, vokal
- Ivo Pešák – klarinet
- Petr Kaňkovsky – kitara, vokal
- Petr Fleischer – tuba
- Tomáš Procházka – bobni
- Jan Bošina – perilnik, vokal

### 1977
- Ivan Mládek – banjo, kazoo, vokal
- Ladislav Gerendáš – kornet
- Ivo Pešák – klarinet
- Petr Kaňkovsky – kitara, vokal
- Zdeněk Kalhous – klavir
- Petr Fleischer – tuba
- Václav Dědina – tuba
- Tomáš Procházka – bobni
- Jan Bošina – perilnik, vokal

### 1978 – 1980
- Ivan Mládek – banjo, kazoo, vokal
- Vítězslav Marek – trobenta
- Ladislav Gerendáš – bas trobenta, vokal
- Ivo Pešák – klarinet
- Zdenek Kalhous – klavir
- Petr Kaňkovský – kitara, vokal
- Václav Dědina – tuba
- Tomáš Procházka – bobni
- Jan Bošina – perilnik, vokal

### 1980 – 1984
- Ivan Mládek – banjo, kazoo, vokal
- Vítězslav Marek – trobenta, kitara
- Zdeněk Kalhous – klavir
- Petr Kaňkovský – kitara
- Václav Dědina – tuba
- Tomáš Procházka – bobni
- Michal Palka – klarinet (v studiu)

### 1984 – 1989
- Dodatek zasedbi 1980 – 1984:
  - Svatobor Macák – tenor saksofon
  - Lenka Šindelářová – vokal
  - Jan Mrázek – vokal
  - Zbyněk Bruthans – vokal
  - Jan Pacák – kazoo (v studiu)

### 1989 – 1994
- Ivan Mládek – banjo, kazoo, vokal
- Vítězslav Marek – trobenta
- Ivo Pešák – klarinet
- Zdeněk Kalhous – klavir
- Václav Dědina – tuba
- Jan Mrázek – valcha
- Studijski člani:
  - Michal Pälka – klarinet
  - Tomáš Linka – harmonika
  - František Kacafirek – violina
  - Jan Pacák – kazoo

### 1994 – 2011
- Ivan Mládek – banjo, kazoo, vokal
- Vítězslav Marek – trobenta
- Ivo Pešák – klarinet
- Michal Palka – studijski klarinet
- Zdeněk Kalhous – klavir
- Václav Dédina – tuba
- Jan Mrázek – valcha, vokal
- Lenka Sindelářová, Lenka Plačková, Milan Pitkin in Libuna Roubychová – vokal, komični dodatki

### 2011 – danes
- Ivan Mládek – banjo, kazoo, vokal
- Jan Mrázek – perilnik, vokal
- Václav Dědina – tuba, klavir
- Lenka Plačková – vokal
- Lenka Šindelářová – vokal
- Libuše Roubychová – vokal, bas kitara, klavir
- Michal Šindelář – bobni

## Člani

### Trenutni člani
- Ivan Mládek – vokal, bendžo
- Jan Mrázek – perilnik, vokal
- Václav Dědina – tuba, klavir
- Lenka Plačková – vokal
- Lenka Šindelářová – vokal
- Libuše Roubychová – vokal, bas kitara, klavir
- Michal Šindelář – bobni

### Nekdanji člani
- Ivo Pešák – vokal, klarinet (umrl 9. maja 2011 )
- Milan Pitkin – vokal, kitara
- Petr Kaňkovský – kitara
- Václav Dědina – tuba, bas kitara
- Michal Šindelář – bobni
- Michal Pálka – klarinet (umrl 17. marca 2016)
- Svatobor Macák – saksofon
- Tomáš Procházka – bobni (umrl 23. oktobra 2013)
- Ladislav Gerendáš – trobenta, vokal
- Jan Bošina – perilnik, vokal (umrl 10. maja 2004)
- Jan Antonín Pacák – tolkala, vokal, kazoo (umrl 23. marca 2007)
- Jerzy Ziembrowski – kontrabas
- Jan Fleischer – kitara, kravji zvonec
- Milan Udržal – perilnik
- Pavel Skála – klavir, orgle
- Jiří Přibyl – bendžo
- Jiří Augusta – bendžo
- Eva Janoušková – klavir, vokal
- Aleš Sládek – perilnik
- Jiří Čech – kitara
- Petr Fleischer – tuba
- Drahomíra Vlachová – vokal
- Zbyněk Bruthans – igralec
- Tomáš Linka – harmonika
- František Kacafírek – violina (umrl 28. oktobra 2016)

## Diskografija

### LP
- Dobrý den! (1976, Panton)
- Nashledanou! (1977, Panton)
- Ej, Mlhošu, Mlhošu! (1979, Panton)
- Předposlední leč (1981, Panton)
- Guten Tag! (1981, Panton)
- Banjo, z pytle ven! (1985, Panton)
- Potůčku, nebublej! (1987, Panton)
- Písničky na chatu (1990, Bonton)
- Ta country česká, ta je tak hezká (1991, Multisonic)
- Písně o lásce a pravdě (2000, B&M Music)
- Proč mě ženy nemaj rády (2002, EastWest)
- Jožin z bažin w Polsce (2008, B.M.S.)
- Rosenmontagsball (2012, Supraphon)

### Singli
- Chodidla (1971, Supraphon)
- Škoda lásky (1972, Supraphon)
- Láďa jede lodí (1975, Supraphon)
- Táhni věží (1975, Supraphon)
- Dáša jedla cukroví (1976, Panton)
- Kam s ním? (1976, Panton)
- Jožin z bažin (1977, Panton)
- V motelu v Motole (1977, Panton)
- Zmalovaná (1977, Panton)
- Zkratky (1979, Panton)
- Lulu z Honolulu (1981, Panton)
- Tak se nám ti naši mladí berou (1981, Panton)
- Bílý tatínek (1985, Panton)

### EP-ji
- Linda (1975, Panton)
- Rychlík jede do Prahy (1979, Panton)
- Banjo Band 1973–1975 (1983, Panton)
- Ivan Mládek a jeho Banjo Band – Šmidliboys (1984, Panton)

### Kompilacijski albumi
- Banjo Band Ivana Mládka (1976, Panton)
- Banjo Band Ivana Mládka 2 (1980, Panton)
- Banjo Band Ivana Mládka 3 (1982, Panton)
- Skupina Ivana Mládka (1983, Panton)
- The Best of Banjo Band Ivana Mládka (1992, Panton)
- The Best of Banjo Band Ivana Mládka II (1994, Panton)
- ... a vo tom to je! (2002)
- 60 nej... The Best Of (2003, Bonton)
- Do hlavy ne! (2010, Český rozhlas)
- Ivan Mládek & Banjo Band – Jožin z Bažin a dalších 80 písní (3 CD, 2012, Supraphon)
- Ivan Mládek & Banjo Band – Dobrý den! / Nashledanou! & Bonusy (2022, Supraphon)